# Charlie O'Connell
Charles "Charlie" O'Connell (New York, 21 aprile 1975) è un attore statunitense.
Charlie O'Connell nasce a New York da padre statunitense di origini irlandesi e da madre statunitense di origini italopolacche; è il fratello minore di Jerry O'Connell, presente anche lui nella serie TV I viaggiatori (The Sliders), nella quale serie i personaggi interpretati sono anch'essi fratelli. Analogamente, Charlie compare in alcuni episodi di Crossing Jordan interpretando il ruolo del fratello di Woody, il personaggio di Jerry.

## Filmografia

### Cinema
- Cruel Intentions - Prima regola non innamorarsi (Cruel Intentions) (1999)
- Fatti, strafatti e strafighe (Dude, Where's My Car?) (2000)
- Devil's Prey (2001)
- Un ragazzo tutto nuovo (The New Guy) (2002)
- Kiss the Bride (2002)
- To Kill a Mockumentary (2004)
- 2-Headed Shark Attack (2012)
- Huff (2013)

### Televisione
- V.I.P. Vallery Irons Protection (V.I.P.) – serie TV, un episodio (1998)
- Wasteland – serie TV, un episodio (1999)
- Zoe, Duncan, Jack & Jane – serie TV, un episodio (1999)
- I viaggiatori (Sliders) – serie TV, 19 episodi (1996-1999)
- The Magicians – film TV (2000)
- So Downtown – serie TV (2003)
- Senza traccia (Without a Trace) – serie TV, un episodio (2004)
- Crossing Jordan – serie TV, 2 episodi (2003-2005)
- Love, Inc. – serie TV, un episodio (2006)
- Kraken: Tentacles of the Deep – film TV (2006)
- DateaHuman.com – serie TV (2010) .... David
- The Gentlemen's League – serie TV, 2 episodi (2010-2011)
- TV You Control: Bar Karma – serie TV, un episodio (2011)
- Femme Fatales: Sesso e crimini (Femme Fatales) – serie TV, 2 episodi (2011)
- Reed Between the Lines – serie TV, un episodio (2011)
- Zombie Family – serie TV, un episodio (2012)

## Doppiatori italiani
- Vittorio De Angelis in I viaggiatori
- Davide Marzi in 2-Headed Shark Attack